# Оръм
Оръм (на английски: Orem) е град в окръг Юта, щата Юта, САЩ. Оръм е с население от 84 324 жители (2000) и обща площ от 47,8 km². Намира се на 1455 m надморска височина. Tелефонните му кодове са 385 и 801.